# Feldmark (Dorsten)
Die Feldmark ist ein Stadtteil von Dorsten im  nordrhein-westfälischen Kreis Recklinghausen.

## Lage
Die Feldmark liegt im äußersten Süden von Dorsten. Der Ort grenzt im Westen an die Hardt,  im Nordwesten an die Altstadt, im Norden an Hervest, im Osten an Altendorf-Ulfkotte – alle Stadtteile von Dorsten – und im Süden an Bottrop. Am nördlichen Ortsrand fließen der Wesel-Datteln-Kanal und die Lippe. Durch den Ort verlaufen die Landesstraße L 618 und die Bundesstraßen B 224 und  B 225.
Die Feldmark gehörte früher zur Altstadt und ist seit der Kommunalen Neuordnung 1975 (das Stadtsfeld eingeschlossen) ein eigenständiger Stadtteil. Damals ein reines Weide- und Ackerland vor den Stadttoren, gibt es heute in der Feldmark mehrere Wohngebiete mit Versorgungszentren. Mit dem Industriegebiet Dorsten-Ost und dem Dorstener Teil des Industrieparks Dorsten-Marl sowie dem Gewerbegebiet Barbarastraße ist die Feldmark auch ein wichtiger Wirtschaftsstandort im Stadtgebiet.
In dem Stadtteil leben heute rund 8000 Einwohner.

## Baudenkmale
In der Liste der Baudenkmäler in Dorsten sind für Feldmark sechs Baudenkmale aufgeführt:
- Jüdischer Friedhof, Hasselbecke
- Tankstellenanlage (ehemalige Tankstelle), Bochumer Straße 56
- Villa, Im Ovelgünne 14
- Wasserturm, Am Wasserturm 20
- Wohnhaus, Bochumer Straße 21
- Wohnhaus, Marler Straße 1

## Wappen
| Wappen von Feldmark | Blasonierung: „Gespalten von Grün und Silber (Weiß), vorn ein Bündel von drei goldenen (gelben) Ähren, hinten ein schwarzes halbes achtspeichiges Mühlrad in Einheit mit einem schwarzen halben Zahnrad.“                |
| Wappen von Feldmark | Wappenbegründung: Die Ähren auf grünem Grund stehen für die Landwirtschaft und Wälder in der Feldmark; das Rad charakterisiert die Entwicklung des alten Mühlen-Standortes zum bedeutenden Gewerbe- und Industriegebiet. |

## Verkehr
Die Schnellbuslinie SB28 und die VRR-Buslinie 296 erschließen den Ortsteil.
| Linie     | Verlauf | Takt (Mo–Fr) | Betreiber       |
| --------- | --- | ------------ | --------------- |
| SB28      | Gelsenkirchen-Buer Rathaus – Gelsenkirchen-Buer Nord Bf – Gelsenkirchen-Hassel – Oberscholven – Ulfkotte – Feldmark – Dorsten Willy-Brandt-Ring – Dorsten ZOB Weiterfahrt in Dorsten ZOB als Linie SB18 nach Schermbeck | 30 min       | DB Rheinlandbus |
| 296 TB296 | In der Miere – Dorsten Essener Tor – Dorsten ZOB – Willy-Brandt-Ring – Feldmark – Altendorf-Ulfkotte (– Marl-Polsum Kirchstr.) Abschnitt Altendorf-Ulfkotte – Marl-Polsum als TaxiBus                                   | 60 min       | Vestische       |